# Платцер, Петер
Пе́тер Пла́тцер (нем. Peter Platzer; 29 мая 1910 — 13 декабря 1959) — австрийский футболист, играл на позиции вратаря.
Выступал, в частности, за клубы «Флоридсдорф» и «Адмиру». Был игроком национальной сборной Австрии, а после аншлюса Австрии ещё две игры провел за национальную сборную Германии.
Четырёхкратный чемпион Австрии. Обладатель Кубка Австрии.

## Клубная карьера
Во взрослом футболе дебютировал в 1927 году выступлениями за команду клуба «Бригиттенау», в которой провел два сезона.
Своей игрой за эту команду привлек внимание представителей тренерского штаба клуба «Флоридсдорф», к составу которого присоединился в 1929 году. Играл за венскую команду следующие пять сезонов своей игровой карьеры.
В 1934 году перешел в клуб «Адмира», за который отыграл 6 сезонов. За это время четыре раза завоевывал титул чемпиона Австрии. Завершил профессиональную карьеру футболиста выступлениями за команду «Адмира» в 1940 году.
Умер 13 декабря 1959 года на 50-м году жизни.

## Выступления за сборные
В 1931 году дебютировал в официальных матчах в составе национальной сборной Австрии. Основным голкипером стал после отъезда Рудольфа Хидена во Францию. В течение карьеры в национальной команде, которая длилась 7 лет, провел в форме главной команды страны 31 матч, пропустив 56 голов. В составе этой сборной 1934 года был участником второго чемпионата мира по футболу, который проходил в Италии.
После аншлюса Австрии стал одним из австрийских футболистов, которых привлекли в состав национальной сборной Германии. В 1939 году принял участие в двух матчах этой команды, в которых пропустил четыре гола.

## Титулы и достижения
- Чемпион Австрии (4):

«Адмира» (Вена): 1933/34, 1935/36, 1936/37, 1938/39
- Обладатель Кубка Австрии (1):

«Адмира» (Вена): 1933/34